# Campoletis tibialis
Campoletis tibialis là một loài tò vò trong họ Ichneumonidae.